# 常春月刊
《常春月刊》是台視文化旗下雜誌，1983年4月1日創刊，是台視文化第三份刊物（前兩份為《電視周刊》與《家庭月刊》），曾經二度榮獲金鼎獎「優良雜誌推薦獎」。創刊時版式為菊版8開彩色平版印刷，以「提供健康知識，實現長壽願望」為出版宗旨，期望如家庭醫師般隨侍在側、成為全家人的健康指南。《常春月刊》每期精心策劃符合現代健康趨勢的專題，邀請國內外權威醫師執筆或諮詢；中醫西醫並陳、身心靈兼顧，透過通俗化、深入淺出的報導方式，呈現多元的健康訊息。
2017年，台視文化推出保健食品品牌「常春樂活」，商標沿用《常春月刊》刊頭「常春」二字。

## 外部連結
- 常春月刊官網 （页面存档备份，存于）
- 常春月刊facebook臉書
- 台視文化 （页面存档备份，存于）